# Светско првенство у пливању 2017 — 4×100 м слободно за мушкарце
Такмичење у пливању у штафети 4×100 метара слободним стилом за мушкарце на Светском првенству у пливању 2017. одржано је 23. јула (квалификације и финале) као део програма Светског првенства у воденим спортовима. Трке су се одржавале у базену Дунав арене у Будимпешта.
За трке у овој штафети било је пријављено укупно 20 екипа, а током квалификација и финала наступила су укупно 83 пливача. Титулу светског првака освојила је штафета Сједињених Држава која је у финалу испливала резултат од 3:10,06, свега 28 стотинки испред другопласиране штафете Бразила. Бронзану медаљу освојила је штафета Мађарске. 
Штафета Србије за коју су пливали Велимир Стјепановић, Себастијан Сабо, Иван Ленђер и Андреј Барна наступила је у другој квалификационој групи и са резултатом 3:15,64 поставила нови национални рекорд. Српски пливачи заузели су укупно 9. место и недостајало им је 76 стотинки за пласман у финале.  

## Освајачи медаља
| | Резултат |                                                                                 | Резултат |                                                                       | Резултат |
| |          |                                                                                 |          |                                                                       |          |
| Сједињене Државе · Кајлеб Дресел · Таунли Хас · Блејк Пјерони · Нејтан Ејдријан · Зак Ејпл · Мајкл Чедвик | 3:10,06  | Бразил · Габријел Сантос · Марсело Шјеригини · Сезар Сијело Фиљо · Бруно Фратус | 3:10,34  | Мађарска · Доминик Козма · Нандор Немет · Петер Холода · Ричард Бохуш | 3:11,99  |

## Званични рекорди
Пре почетка такмичења званични светски рекорд и рекорд шампионата у овој дисциплини су били следећи:
| Рекорд                         | Штафета          | Резултат | Место         | Датум            |
| ------------------------------ | ---------------- | -------- | ------------- | ---------------- |
| Светски рекорд СР              | Сједињене Државе | 3:08,24  | Пекинг (Кина) | 11. август 2008. |
| Рекорд светских првенстава РПр | Сједињене Државе | 3:09,21  | Рим (Италија) | 26. јул 2009.    |

Током такмичења оборено је чак 9 националних рекорда.

## Резултати квалификација
У квалификацијама је учестовало укупно 20 штафета које су се такмичиле у 2 групе са по 10 штафета. Квалификације су пливане у јутарњем делу програма 23. јула, са почетком од 11:50 часова, а пласман у финале је остварило 8 штафета са најбољим временима.
| ПЛ. | Група | Стаза | Штафета          | Пливачи                                                                                                   | Резултат | Нап.  |
| --- | ----- | ----- | ---------------- | --- | -------- | ----- |
| 01. | 1     | 5     | Бразил           | Габријел Сантос (48,84) Марсело Шјеригини (47,75) Сезар Сјело Фиљо (48,15) Бруно Фратус (47,60)           | 3:12,34  | КВ    |
| 02. | 1     | 4     | Aустралија       | Камерон Макивој (48,04) Зак Инсерти (48,62) Александар Грем (48,28) Џек Картврајт (47,51)                 | 3:12,45  | КВ    |
| 03. | 2     | 4     | Сједињене Државе | Блејк Пјерони (48,40) Мајкл Чадвик (48,74) Зак Ејпл (48,16) Таунли Хас (47,60)                            | 3:12,90  | КВ    |
| 04. | 2     | 6     | Италија          | Лука Дото (49,05) Ивано Вендраме (47,85) Алесандро Миреси (47,94) Филипо Мањини (48,42)                   | 3:13,26  | КВ    |
| 05. | 2     | 2     | Мађарска         | Доминик Козма (48,61) Нандор Немет (48,52) Петер Холода (48,08) Ричард Бохуш (48,07)                      | 3:13,28  | КВ НР |
| 06. | 2     | 5     | Русија           | Александар Попков (49,05) Никита Корољев (48,43) Никита Лобинцев (47,96) Владимир Морозов (48,40)         | 3:13,84  | КВ    |
| 07. | 1     | 3     | Jапан            | Кацуми Накамура (48,71) Шинри Шијура (48,40) Кацухиро Мацумото (48,48) Џуња Кога (49,23)                  | 3:14,82  | КВ    |
| 08. | 2     | 3     | Канада           | Јури Кисил (48,88) Маркус Тормајер (48,50) Хавијер Асеведо (48,43) Карсон Олафсон (49,07)                 | 3:14,88  | КВ    |
| 09. | 2     | 0     | Србија           | Велимир Стјепановић (48,77) Себастијан Сабо (48,60) Иван Ленђер (48,87) Андреј Барна (49,40)              | 3:15,64  | НР    |
| 10. | 1     | 9     | Холандија        | Кајл Столк (49,40) Стан Пајненбург (48,91) Бен Схвитерт (48,97) Јесе Путс (48,81)                         | 3:16,09  |       |
| 11. | 1     | 6     | Грчка            | Апостолос Христу (49,36) Одисијус Меладинис (49,65) Христос Катранцис (50,04) Кристијан Голомејев (47,87) | 3:16,92  |       |
| 12. | 2     | 7     | Јужна Африка     | Даглас Ерасмус (49,99) Клејтон Џими (49,64) Мајлс Браун (48,71) Зејн Вадел (49,07)                        | 3:17,41  |       |
| 13. | 1     | 8     | Кина             | Лин Јунгћинг (49,57) Ју Хесин (48,97) Цао Ђивен (49,53) Ма Тјенчи (49,62)                                 | 3:17,69  |       |
| 14. | 1     | 0     | Нови Зеланд      | Метју Стенли (49,58) Сем Пери (49,35) Кори Мејн (49,22) Данијел Хантер (49,59)                            | 3:17,74  |       |
| 15. | 1     | 7     | Eгипат           | Али Халафала (49,80) Мохамед Сами (48,89) Јусеф Абдала (50,27) Мохамед Халид (49,27)                      | 3:18,23  | НР    |
| 16. | 1     | 2     | Белорусија       | Артјом Мачекин (49,43) Виктор Красочка (49,22) Виктор Стасјалович (50,55) Антон Латкин (50,42)            | 3:19,62  |       |
| 17. | 2     | 9     | Израел           | Лиран Коновалов (50,48) Јаков Тумаркин (50,00) Денис Локтев (50,39) Томер Франкел (50,36)                 | 3:21,23  |       |
| 18. | 2     | 8     | Летонија         | Увис Калнињш (50,15) Данилс Бобровс (52,36) Николајс Маскаљенко (51,32) Гиртс Фелдбергс (50,57)           | 3:24,40  | НР    |
| 19. | 2     | 1     | Узбекистан       | Алексеј Тарасенко (51,45) Артјом Козљук (50,96) Данил Букин (52,74) Хуршиџон Турсунов (49,95)             | 3:25,10  |       |
| 20. | 1     | 1     | Парагвај         | Чарлс Хокин (50,99) Вилијан Ваљехос (52,78) Матијас Лопез (52,06) Бен Хокин (50,15)                       | 3:25,98  |       |

## Резултати финала
Финална трка пливана је 23. јула у вечерњем делу програма, са почетком од 18:52 часова. У финалу је оборено чак 5 националних рекорда, а штафете Аустралије и Италије су због нерегуларности током измена дисквалификоване.
| ПЛ. | Стаза   | Штафета                                                                     | Пливачи                                                                                         | Резултат | Напом. |
| --- | ------- | --------------------------------------------------------------------------- | ----------------------------------------------------------------------------------------------- | -------- | ------ |
|     | 3       | Сједињене Државе                                                            | Кајлеб Дресел (47,26 НР ) Таунли Хас (47,46) Блејк Пјерони (48,09) Нејтан Ејдријан (47,25)      | 3:10,06  |        |
| 2   | 4       | Бразил                                                                      | Габријел Сантос (48,30) Марсело Шјеригини (46,85) Сезар Сјело Фиљо (48,01) Бруно Фратус (47,18) | 3:10,34  | НР     |
| 3   | 2       | Мађарска                                                                    | Доминик Козма (48,26 НР ) Нандор Немет (48,04) Петер Холода (48,48) Ричард Бохуш (47,21)        | 3:11,99  | НР     |
| 4.  | 7       | Русија                                                                      | Данила Изотов (48,98) Владимир Морозов (47,52) Никита Лобинцев (48,09) Никита Корољев (47,99)   | 3:12,58  |        |
| 5.  | 1       | Jапан                                                                       | Кацуми Накамура (48,60) Шинри Шијура (48,11) Кацухиро Мацумото (48,31) Џунја Кога (48,63)       | 3:13,65  | НР     |
| 6.  | 8       | Канада                                                                      | Јури Кисил (48,66) Маркус Тормајер (48,51) Хавијер Асеведо (49,03) Карсон Олафсон (49,05)       | 3:15,25  |        |
|     | 5       | Aустралија                                                                  | Џек Картврајт (48,34) Зак Инсерти (48,28) Камерон Макивој (48,04) Александар Грем (—)           | ДСК      | ДСК    |
| 6   | Италија | Лука Дото (48,64) Ивано Вендраме (—) Алесандро Миреси (—) Филипо Мањини (—) |                                                                                                 | ДСК      | ДСК    |